# Caffrocixius metcalfi
Caffrocixius metcalfi är en insektsart som beskrevs av Van Stalle 1987. Caffrocixius metcalfi ingår i släktet Caffrocixius och familjen kilstritar. Inga underarter finns listade i Catalogue of Life.